# Satyrus honei
Satyrus honei är en fjärilsart som beskrevs av Holik 1956. Satyrus honei ingår i släktet Satyrus och familjen praktfjärilar. Inga underarter finns listade.